# 411 a.C.
Il 411 a.C. (CDXI a.C. in numeri romani) è un anno  del V secolo a.C.

## Eventi
- In seguito alla sconfitta in Sicilia, ad Atene la costituzione democratica viene rovesciata dagli oligarchi, che restrinsero i diritti politici a 5000 cittadini abbienti e concentrarono il potere nelle mani di soli 400 cittadini (da cui il nome di "Governo dei Quattrocento").
- Vittorie ateniesi nelle battaglie di Cinossema e Abido
- Roma
  - Consoli Marco Papirio Atratino e Gaio Nauzio Rutilo

## Morti
- Androcle, politico e retore ateniese
- Antifonte di Ramnunte, oratore ateniese (n. 480 a.C.)
- Eupoli, commediografo ateniese
- Frinico, ammiraglio e politico ateniese
- Iperbolo, politico ateniese
- Pedarito, ammiraglio spartano